# Guangdong Hongyuan FC
El Guangdong Hongyuan Football Club fue un equipo de fútbol de la República Popular China que alguna vez militó en la Super Liga China, la liga de fútbol más importante del país.
Fue fundado en el año 1958 con el nombre Guangdong Wambao hasta el año 1992, cuando lo cambiaron por el nombre más reciente. Fue uno de los primeros equipos profesionales en la República Popular China y jugaba en la Chinese Jia-A League desde 1988, excepto en el año 1991. En 1998 el Grupo GuangDong Hongyuan Group compartió el control del equipo con la Guangdong Football Association y en el año 2001 fue vendido al Qingdao Hailifeng.
Ganó el título de Liga 1 vez en el año 1979 y 3 veces finalista de la Copa China, además de haber participado en 1 torneo continental, en la Copa de Clubes de Asia del año 1989, donde fue eliminado en la fase de grupos por el Al-Rasheed de Irak, el Kazma SC de Kuwait y el Mohun Bagan AC de la India.

## Palmarés
- Chinese Jia-A League: 1

1979
- Copa FA de China: 0
  - Finalista: 4

1960, 1984, 1992

## Participación en competiciones de la AFC
- Copa de Clubes de Asia: 1 aparición

1989 - Fase de grupos

## Jugadores destacados
| - Ma Mingyu - Li Bing - Ou Chuliang - Li Haiqiang | - José Carlos da Silva - Paul Raynor - Mark Brennan - Darren Tilley | - Craig Allardyce - Ian Docker - Dusko Grujic |